# Дхарампур (княжество)
Княжество Дхарампур (гудж. ધરમપુર રજવાડું) — туземное княжество Индии в период британского владычества. Его последний правитель присоединился к Индийскому союзу 10 июня 1948 года.

## География
Княжество Дхарампур имело площадь 1823 км2 и находилось под управлением Агентства Сурат Бомбейского президентства.

## История
Государство Дхарампур было основано в 1262 году. Его столица была перенесена в Мандвеган в 1766 году и переименована в Дхарампур. 31 декабря 1802 года княжество Дхарампур стало британским протекторатом. Государством управляла раджпутская династия Сисодия. Правители носили титул Рана Махарана Сахиб и получали статус 9-го пушечного салюта от британских властей.

## Правители княжества
Рана Махарана Сахиб:
- 1262—1295: Рана Шри Рамшах (? — 1295), второй сын раны Шри Рахупа, раны Сисоды, предок королевского дома Сисодии в Удайпуре
- 1295—1335: Рана Шри Сомшах, сын предыдущего
- 1335—1360: Рана Шри Пурандаршах
- 1360—1391: Рана Шри Дхарамшах I
- 1391—1432: Рана Шри Гопушах
- 1432—1470: Рана Шри Джагатшах Сахиб
- 1470—1500: Рана Шри Нараншах Сахиб
- 1500—1531: Рана Шри Дхарамшах II Сахиб
- 1531—1566: Рана Шри Джагатшах II (? — 1566)
- 1566—1600: Махарана Шри Лакшмандевджи Джаядевджи Сахиб (? — 1600), сын предыдущего
- 1600—1635: Махарана Шри Рамдевджи I Сахиб (? — 1635), сын предыдущего
- 1635—1670: Махарана Шри Сомдевджи Сахиб (? — 1680)
- 1670—1680: Междуцарствие
- Октябрь 1680—1727: Сахадевджи (? — 1727), сын предыдущего
- 1727—1758: Рамдевжи II (? — 1758)
- 1758—1774: Дхарамдевджи (? — 1774), сын предыдущего
- 1774—1777: Нарандевджи I (Гуман Сингх) (? — 1777), приёмный сын предыдущего
- 1777—1784: Сомдевджи II (Абхай Сингх) (? — 1784), брат предыдущего
- 1784—1807: Рупдевджи (1783—1807), сын предыдущего
- 1807—1857: Виджаядевджи I (? — 1857), единственный сын предыдущего
- 1857 — 20 января 1860: Рамдевджи III Виджаядевджи (? — 20 января 1860), сын предыдущего
- 20 января 1860 — 7 августа 1891: Нараяндевджи Рамдевджи (3 сентября 1840 — 17 сентября 1891), единственный сын предыдущего
- 7 августа 1891 — 26 марта 1921: Мохандевджи Нараяндевджи (9 июня 1863 — 26 марта 1921), второй сын предыдущего
- 26 марта 1921 — 15 августа 1947 Виджаядевджи Мохандевджи (3 декабря 1884 — 5 мая 1952), старший сын предыдущего

### Титулярные правители
- 15 августа 1947 — 5 мая 1952: Виджаядевджи Мохандевджи (3 декабря 1884 — 5 мая 1952), старший сын Мохандевджи Нараяндевджи
- 5 мая 1952 — настоящее время: Сахадевджи Виджаядевджи (род. 7 декабря 1929), старший сын Нархардевджи Виджаядевджи (1906—1952), внук предыдущего.